# Сент-Винсент и Гренадины
Сент-Ви́нсент и Гренади́ны (англ. Saint Vincent and the Grenadines [seɪnt ˈvɪnsənt ænd ðə ɡrɛnəˈdiːnz], прослушатьо файле) — независимое государство в Карибском море, входит в Содружество наций.
Территория состоит из острова Сент-Винсент и 32 мелких островов группы Гренадины (в архипелаге Малых Антильских островов).
Площадь — 389 км². Население — 110 862 человек (в 2022). Столица — Кингстаун.

## История
Остров Сент-Винсент открыт Христофором Колумбом 22 января 1498 года, в День святого Винсента.
К моменту открытия архипелаг был обитаем: сначала его заселили индейцы араваки, перебравшиеся с территории южноамериканского континента примерно в III веке, затем они были покорены воинственными индейцами — карибами.
После начала колонизации острова, карибы оказали ожесточённое сопротивление испанцам, владевшим островом до 1627. Сопротивление индейцев с большим трудом было подавлено гораздо позже, чем на других территориях региона, — только в середине XVIII века.
В XVII—XVIII веках Сент-Винсент попеременно переходил под контроль Великобритании и Франции. С 1719 года французы начали выращивать там кофейное дерево, табак, индиго и хлопчатник. С этой целью в массовом порядке завозились рабы из Африки, смешанные браки которых с индейцами образовали прослойку «чёрных карибов» (гарифуна). Позже, после отмены англичанами рабства в 1834 году, для работы на плантации привлекалась наёмная рабочая сила из Индии и Португалии. Всё это обусловило весьма пёстрый этно-расовый состав населения островов.
Англичане захватили острова в 1763 году, а с 1783 года острова по Версальскому мирному договору стали британской колонией. Англичане продолжали интенсивно создавать плантации и завозить рабов.
В 1795 году французы инспирировали восстание «чёрных» и «жёлтых» карибов, сопровождавшееся убийствами многих английских поселенцев и уничтожением плантаций. Франция вновь захватила Сент-Винсент, но ненадолго: в 1796 году на острове высадился британский десант, и французы были разбиты. Свыше 5 тысяч чёрных карибов были высланы в Гондурас. Оставшиеся карибы уже не представляли опасности для англичан.
С 1838 года острова входили в состав британской колонии Наветренные острова. В это время экономика островов пришла в упадок, из-за отмены рабства в 1834 году и ухода после этого рабов с плантаций (вместо них и стали завозить рабочих индийцев и португальцев), а также из-за ряда мощных ураганов и извержений вулкана Суфриер.
В 1951 году введено всеобщее избирательное право, с 1958 по 1962 год Сент-Винсент и Гренадины входили в Вест-Индскую федерацию. В 1969 году Сент-Винсент и Гренадины получили статус «ассоциированного государства» с правом полного внутреннего самоуправления. Полностью независимым государством в составе Британского Содружества стали 27 октября 1979 года.
К этому времени сельскохозяйственное производство полностью оправилось от кризиса начала века и вновь выходило на ведущие позиции в регионе. Однако ряд стихийных бедствий в конце 1970-х—1980-х годах вновь сильно подорвал его позиции. В 1990-х годах из-за частых неурядиц в сельском хозяйстве было принято решение в качестве основной отрасли хозяйства развивать туризм.
В 2009 году был проведён референдум по предложению принять поправки в конституцию, которая сделала бы страну парламентской республикой, заменив королеву Елизавету II на посту главы государства президентом по предложению премьер-министра Ральфа Гонсалвеса. Для утверждения закона требовалось большинство в две трети голосов, но референдум был проигран 29 019 голосами (55,64 %) против 22 493 (43,13 %).
В ноябре 2020 года Ральф Гонсалвес, премьер-министр Сент-Винсента и Гренадин с 2001 года, вошёл в историю, обеспечив пятую подряд победу своей Лейбористской партии единства (ULP) на всеобщих выборах.
В 2021 году, 9 апреля, произошло извержение вулкана Суфриер (фр. La Soufrière), выбросившего пепел на несколько километров в атмосферу. За несколько дней, предшествовавших извержению, было эвакуировано около 16 000 человек.

## Политическая структура
Сент-Винсент и Гренадины являются конституционной монархией в рамках Содружества, возглавляемого королём Великобритании. Действует конституция, вступившая в силу в 1979 году, с момента обретения страной независимости. Главой государства является король Великобритании, представленный генерал-губернатором.
Исполнительную власть осуществляет правительство во главе с премьер-министром, лидером победившей на выборах политической партии, которого утверждает генерал-губернатор.
Законодательная власть принадлежит парламенту — Палате собрания (состоит из 6 сенаторов, назначаемых губернатором — 4 от правящей партии и 2 от оппозиции, и 15 депутатов, избираемых населением на 5-летний срок).
Основные партии (по результатам выборов в декабре 2010):
- Объединённая лейбористская партия (левая, Unity Labour Party, ULP) — 4 сенатора и 8 депутатов в парламенте;
- Новая демократическая партия[англ.] (правоцентристская, New Democratic Party, NDP) — 2 сенатора и 7 депутатов.

В третий раз пост премьер-министра занял лидер ULP Ральф Гонсалвес.

### Референдум 2009 года
25 ноября граждане Сент-Винсента и Гренадин приняли участие в референдуме по изменению Конституции страны, в частности предлагалось упразднить монархию и ввести пост президента. Для внесения поправок в Конституцию требовалась поддержка 67 % населения, однако против изменений высказалось 56 % проголосовавших, и монархия Сент-Винсент и Гренадин сохранилась.

## Административное деление

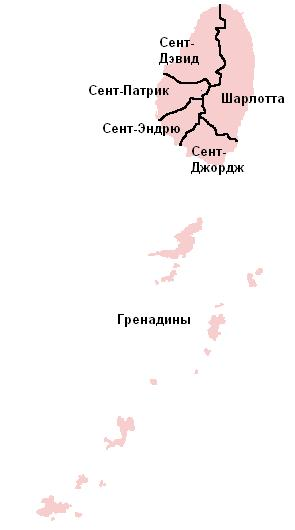

В административном отношении территория государства делится на шесть приходов, из которых пять расположены на острове Сент-Винсент, а шестой приход объединяет острова Гренадины:
- Сент-Дэвид
- Сент-Патрик
- Шарлотта
- Сент-Андру
- Сент-Джордж
- Гренадины

## Географические данные
Государство Сент-Винсент и Гренадины расположено в группе Наветренных островов, к югу от Сент-Люсии и к северу от Гренады. С запада омывается водами Карибского моря, с востока — Атлантического океана (общая протяжённость береговой линии острова Сент-Винсент — 84 км).
В состав территории входят относительно крупный остров Сент-Винсент и 32 мелких острова, входящих в группу Северные Гренадины (Бекия, Мюстик, Пти-Мюстик, Кануан, Пти-Кануан, Балисо, Саван, Юнион, Меро, Палм-Айленд, Пти-Невис, Иль-ля-Кватре, Пиджен-Айленд и др.), а также рифы Тобаго. Общая площадь островов — 389,3 км², из них Сент-Винсент — 344 км², Гренадины — 45,3 км².
Остров Сент-Винсент имеет вулканическое происхождение. Его побережье образовано неширокой низменностью, причём с наветренной стороны берега скалистые, в то время как для подветренной характерно множество почти плоских песчаных берегов и заливов.
Северная треть острова занята обширным горным массивом, образованным склонами активного вулкана Суфриер (1234 м). Это один из самых древних вулканов региона — его возраст оценивается ориентировочно в 60 млн лет, только за нашу эру он извергался как минимум 160 раз. В последнее время извержения Суфриера происходили в 1718, 1812, 1902 и 1979 годах. К югу от него расположена цепь постепенно понижающихся конусов потухших вулканов. Его склоны (крутые западные и более пологие восточные) покрыты густыми влажными тропическими лесами, а многочисленные горные потоки образуют сложную систему рек и озёр (в кратере также есть небольшое вулканическое озеро). Многие речные потоки были прерваны вулканической деятельностью, поэтому на склонах нередки «сухие реки», чьи русла были перегорожены потоками лавы.

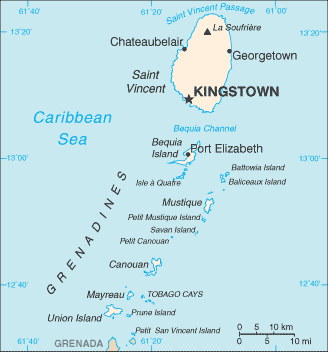
Карта Сент-Винсента и Гренадин

Центральная часть острова покрыта лесами, образована она невысокими отрогами горных массивов, изрезанных глубокими и плодородными долинами, многие из которых увенчаны конусами боковых жерл Суфриера, вроде долины Месопотамия и ограничивающего её с севера пика Бономм (970 м).
Пляжи острова покрыты чёрным вулканическим песком; исключение составляют белые песчаные пляжи на южной оконечности острова.
Острова архипелага Гренадины отличаются малыми размерами, они также имеют вулканическое происхождение. Эта группа крохотных скалистых островов и рифов, тянущихся от главного острова на юг, едва возвышается над поверхностью воды (максимальная высота группы — 6 м). Самый большой из Гренадин, принадлежащих Сент-Винсенту и Гренадинам — Бекия, имеет площадь всего 18 км². Многие острова Гренадин сухи и покрыты лишь кустарником, и очень немногие имеют собственные источники пресной воды или постоянное население. Зачастую окаймлены коралловыми рифами.
Рифы Тобаго имеют коралловое происхождение и представляют собой цепочку крохотных островов, имеющих площадь всего по несколько акров каждый. Растительность здесь в основном травянистая, некоторые же острова и вовсе сухи и бесплодны.
Климат тропический пассатный, влажный. Среднемесячные температуры мало меняются в течение года и колеблются в пределах от 24 до 28 °C. Среднегодовое количество осадков от 1500 мм (на юго-восточном побережье) до 3750 мм (на склонах гор, особенно в северной части).
Наибольшее количество осадков (до 70 %) выпадает в период с мая-июля по ноябрь. Июль — самый влажный месяц в году, в это время дождь идёт в среднем около 26 дней. Нередки и сильные ураганы. Сухой сезон длится с декабря по апрель-июнь, а апрель считается самым сухим месяцем в году — не более шести дождливых дней.
Богата фауна птиц (вымирающий попугай королевский амазон (Amazona guildingii), редкий подвид рыжегорлого дрозда-отшельника и др.). Прибрежные воды изобилуют рыбой, ракообразными и моллюсками. На островах в целях охраны природы действуют несколько лесных и орнитологических заказников.

## Экономика
Сент-Винсент и Гренадины интенсивно развивается как один из центров элитного туризма в регионе, делая ставку на фешенебельные частные курорты и активные виды отдыха. Особенно развит туризм на островах Сент-Винсент и Бекия. Это также важный офшорный финансовый центр Вест-Индии, привлекающий банки налоговыми льготами. Флаг Сент-Винсента и Гренадин относится к категории «удобных флагов», поэтому используется около 20 странами мира.
В сельском хозяйстве основная культура — бананы (37 % экспортной выручки); выращиваются также сахарный тростник, кокосовая пальма, овощи, табак, маниок, корнеплод маранта (по выращиванию которого Сент-Винсент и Гренадины занимают 1 место в мире). Производятся крахмал арроурута (главный производитель в мире), ром, сахар, пиво, молочные продукты, пальмовое масло. Переработка хлопка, копры.
В промышленности развито производство мебели, одежды, сборка электроаппаратуры, изготовление теннисных ракеток.
В 1999 году ВВП составлял 309 млн. долларов, то есть приблизительно 2,6 тыс. долларов на душу населения. Экономическое положение ухудшается, что связано с трудностями экспорта бананов, безработица достигла 22 %, в связи с чем экономически активное население мигрирует в другие регионы Карибского бассейна, а также в Европу.
Экспорт: бананы, мука аррорут, произведённая из корневищ маранты, теннисные ракетки (в страны Карибского сообщества, Великобританию, США).
Импорт: продовольствие, машины и оборудование, продукция химической промышленности, в том числе удобрения, топливо (из США, стран Карибского сообщества, Великобритании). Сальдо внешнеторгового баланса отрицательное. Экономика страны в значительной степени зависит от внешней помощи.
Входит в международную организацию стран АКТ.

## Население

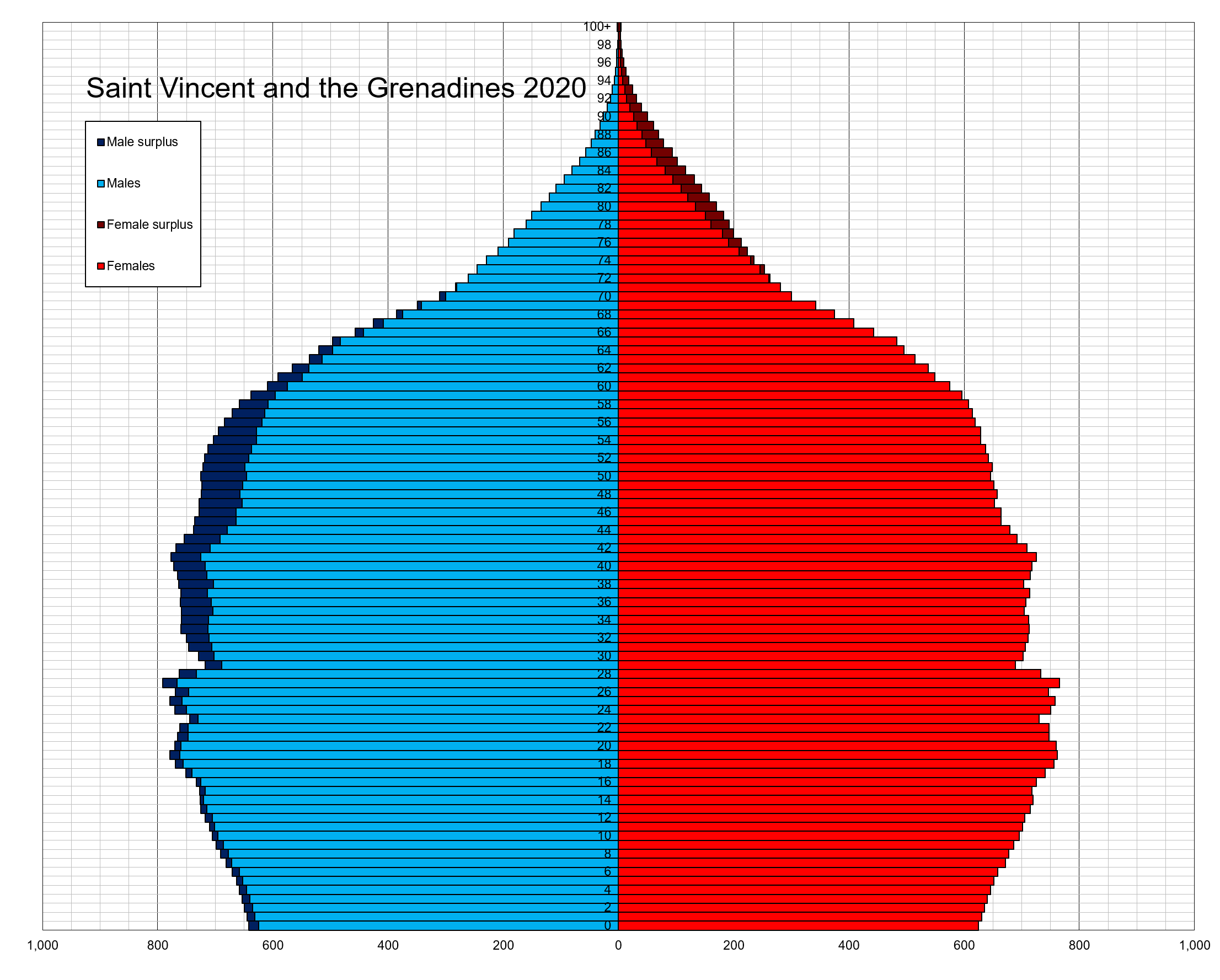
Возрастно-половая пирамида населения Сент-Винсент и Гренадины на 2020 год

Численность населения — 104,2 тыс. (оценка на июль 2010).
- Годовая убыль населения — 0,34 % (высокий уровень эмиграции из страны).
- Рождаемость — 14,9 на 1000 (фертильность — 1,94 рождений на женщину);
- Смертность — 6,9 на 1000;
- Эмиграция — 11,4 на 1000.
- Средняя продолжительность жизни — 72 года у мужчин, 76 лет у женщин.

Этно-расовый состав: негры 66 %, мулаты 19 %, индийцы 6 %, белые 4 %, индейцы-карибы 2 %, другие 3 %.
Официальный язык английский. Распространён также местный язык криоли с английской основой (преимущественно у молодёжи), патуа — местный диалект французского языка (у старшего поколения).
Почти половина жителей острова принадлежит англиканской церкви (47 %); среди других верующих — методисты (28 %), католики (13 %), адвентисты и индуисты.
Городское население составляет 47 %.
| Возраст         | Мужчин | Женщин | Всего |
| --------------- | ------ | ------ | ----- |
| от 0 до 14 лет  | 17     | 16     | 28,2% |
| от 15 до 64 лет | 39     | 37     | 65,5% |
| 65 лет и выше   | 3      | 4      | 6,4%  |

| Показатель                            | Мужчин | Женщин | Всех |
| ------------------------------------- | ------ | ------ | ---- |
| Средний возраст населения (лет)       | 25,1   | 25,4   | 25,3 |
| Средняя продолжительность жизни (лет) | 71,3   | 74,9   | 73,1 |
| Уровень грамотности, % (1970)         | 96     | 96     | 96   |

## Прочее
Транспорт. Общая протяжённость автодорог около 1000 км, треть из них имеет твёрдое покрытие. Основной морской порт — Кингстаун. Под флагом Сент-Винсента и Гренадин ходят суда 20 стран. Действуют 6 аэропортов, крупнейший из них — международный аэропорт Эрнос-Вейл — находится близ Кингстауна. Железнодорожное сообщение отсутствует.
Образование. Имеется Педагогический институт и технический колледж.
Профсоюзы. Национальное движение трудящихся, Объединённый союз рабочих и Союз трудящихся Сент-Винсента и Гренадин.
Вооружённые силы. Кроме полиции, включающей спецподразделения, имеются части береговой охраны.